# Claudius Pompeianus Quintianus
Claudius Pompeianus Quintianus war ein Angehöriger der römischen Oberschicht, der im Jahre 181 oder 182 an einer Verschwörung gegen Kaiser Commodus teilnahm.
Quintianus war mit Aurelia verheiratet, der Tochter von Commodus’ Schwester Lucilla aus ihrer Ehe mit dem Kaiser Lucius Verus. Nach Cassius Dio unterhielt er auch mit Lucilla eine intime Beziehung. Quintianus war wohl ein Neffe des Feldherrn und Schwiegersohn Mark Aurels, Tiberius Claudius Pompeianus. Durch seine Ehe war er auf jeden Fall Mitglied des Kaiserhauses. Quintianus gehörte bis zum Attentat auch zum engeren Kreis um Commodus, dessen Saufkumpan und Begleiter bei jugendlichen Eskapaden er war. Quintianus’ Sohn war Lucius Aurellius Commodus Pompeianus.
Im Jahr 181 oder 182 verschworen sich Lucilla, Quintianus, Ummidius Quadratus und Andere, um Commodus zu ermorden. Nach den literarischen Quellen soll Lucilla die führende Kraft gewesen sein. Nach Herodian hatte Lucilla nach der Hochzeit des Commodus mit Bruttia Crispina Angst um ihre Stellung als Augusta und wollte deshalb ihren Bruder ermorden lassen.
Die Berichte über das Attentat sind in den Quellen sehr einheitlich: Als sich Commodus auf dem Weg ins Amphitheater befand, stürzte sich Quintianus, anstatt sogleich zuzustechen, mit den Ruf auf ihn: „Dies schickt dir der Senat“. Dadurch gab er den Wachen die Gelegenheit, ihn zu überwältigen und so das Leben des Kaisers zu retten. Quintianus und Ummidius Quadratus wurden daraufhin hingerichtet. Lucilla wurde zunächst verbannt und später ebenfalls hingerichtet.